# Computadores de Harvard

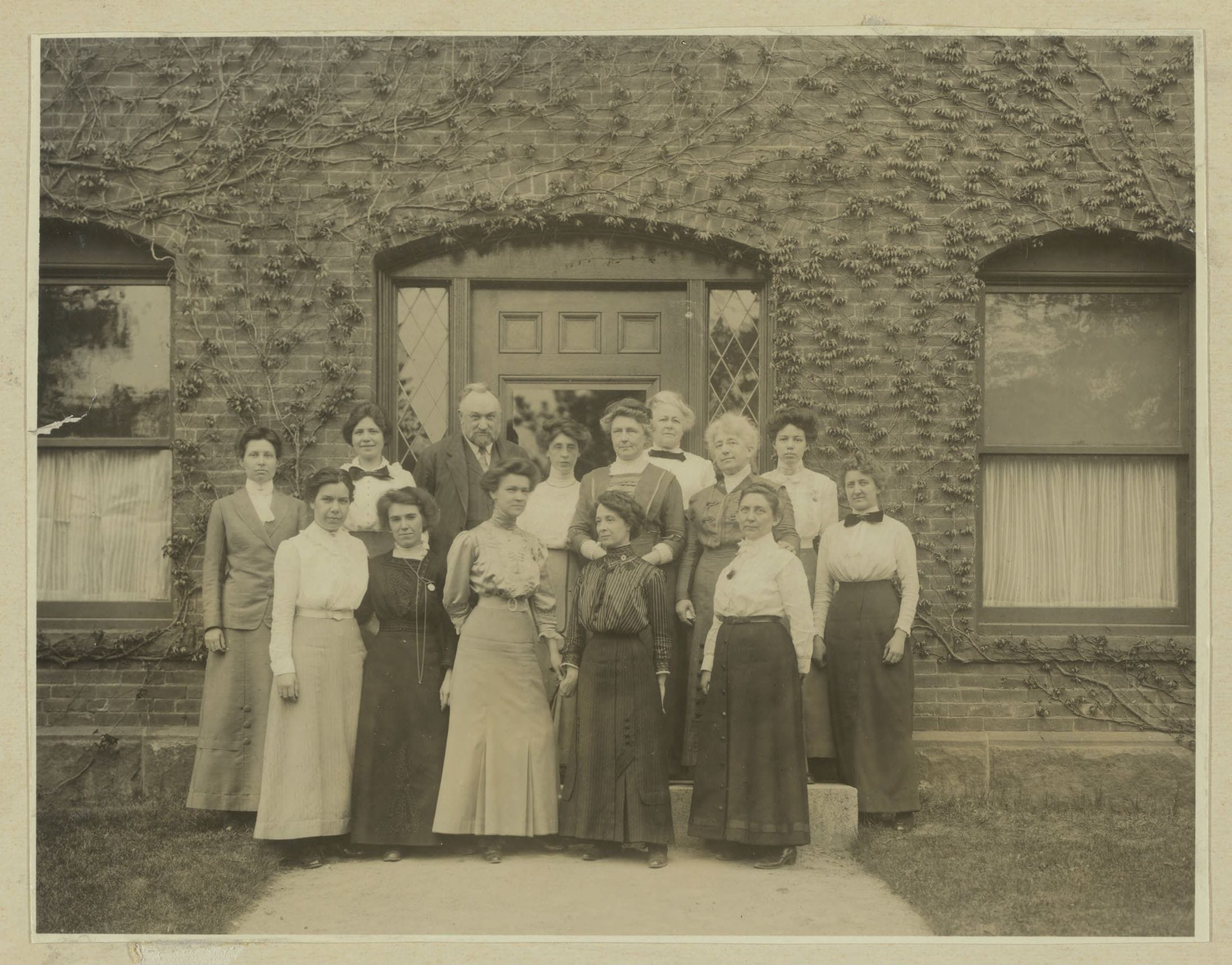
Pickering e seu "harém"em frente do prédio C do Harvard College Observatory, 13 de maio de 1913.

Edward Charles Pickering (diretor do Harvard Observatory de 1877 a 1919) decidiu contratar mulheres como trabalhadoras capacitadas para processar dados astronômicos. Entre estas mulheres estavam Williamina Fleming, Annie Jump Cannon, Henrietta Swan Leavitt e Antonia Maury. Essa equipe ficou conhecida como "O harém de Pickering" ou, mais respeitosamente, como os Computadores de Harvard (Harvard Computers). Isso é um exemplo do que foi identificado como o "efeito harém" (harem effect) na história e sociologia da ciência.
Aparentemente, diversos fatores contribuíram para a decisão de Pickering de contratar mulheres no lugar de homens. Entre elas estava o fato de que os homens eram muito melhor pagos que mulheres, portanto, ele poderia contratar mais funcionárias com o mesmo valor. Isso era muito relevante em uma época em que a quantidade de dados astronômicos era superior a capacidade dos observatórios de processá-los.
A primeira mulher contratada foi Williamina Fleming, que anteriormente trabalhava como empregada de Pickering. Parece que Pickering estava cada vez mais frustrado com seus assistentes masculinos e declarou que até mesmo uma faxineira faria um trabalho melhor. Aparentemente ele não estava enganado, pois Fleming foi muito eficiente com suas atribuições. Quando o Harvard Observatory recebeu em 1886 uma generosa doação da viúva de Henry Draper, Pickering decidiu contratar mais mulheres e colocar Fleming na chefia delas.

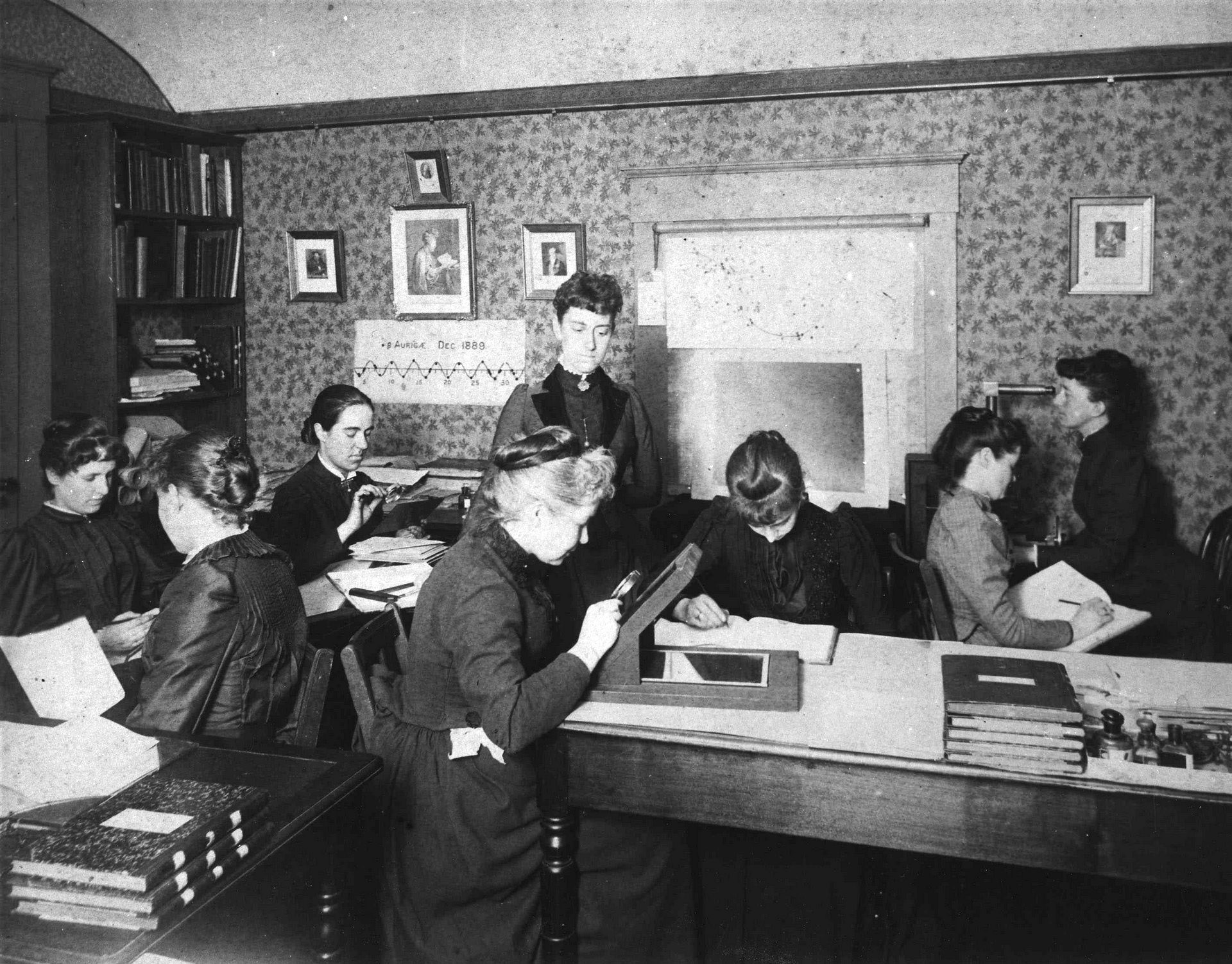
Computadores de Harvard, 1890. Sentada, terceira da esquerda, com lente ampliadora: Antonia Maury; de pé, no centro: Williamina Fleming

Como resultado do trabalho das mulheres "computadores", Pickering publicou em 1890 o primeiro Catálogo Henry Draper, um catálogo com mais de 10 mil estrelas classificadas de acordo com o seu espectro. Pickering decidiu contratar Antonia Maury, uma graduada na Vassar College, para reclassificar algumas das estrelas. Maury decidiu ir além e melhorou e redesenhou o sistema de classificação. Foi publicado em 1897, mas foi bastante ignorado. Mais tarde, Pickering decidiu contratar Cannon, uma graduada no Wellesley College, para classificar as estrelas do sul. Como Maury havia feito, Cannon também acabou redesenhando a classificação do espectro e desenvolveu o Harvard Classification Scheme, que constitui a base para o sistema usado nos dias de hoje.
Embora algumas das funcionárias de Pickering serem graduadas em astronomia, seus salários eram similares aos de um trabalhador comum.Elas geralmente ganhavam entre 25 e 50 centavos por hora, mais do que um trabalhador de fábrica porém menos do que um secretário.